# Karl Neubert (Markscheider)
Karl Johannes Neubert (* 14. Juni 1900 in Oberplanitz; † 3. Mai 1972 in Freiberg) war ein deutscher Bergingenieur, Markscheider und Hochschullehrer.

## Leben

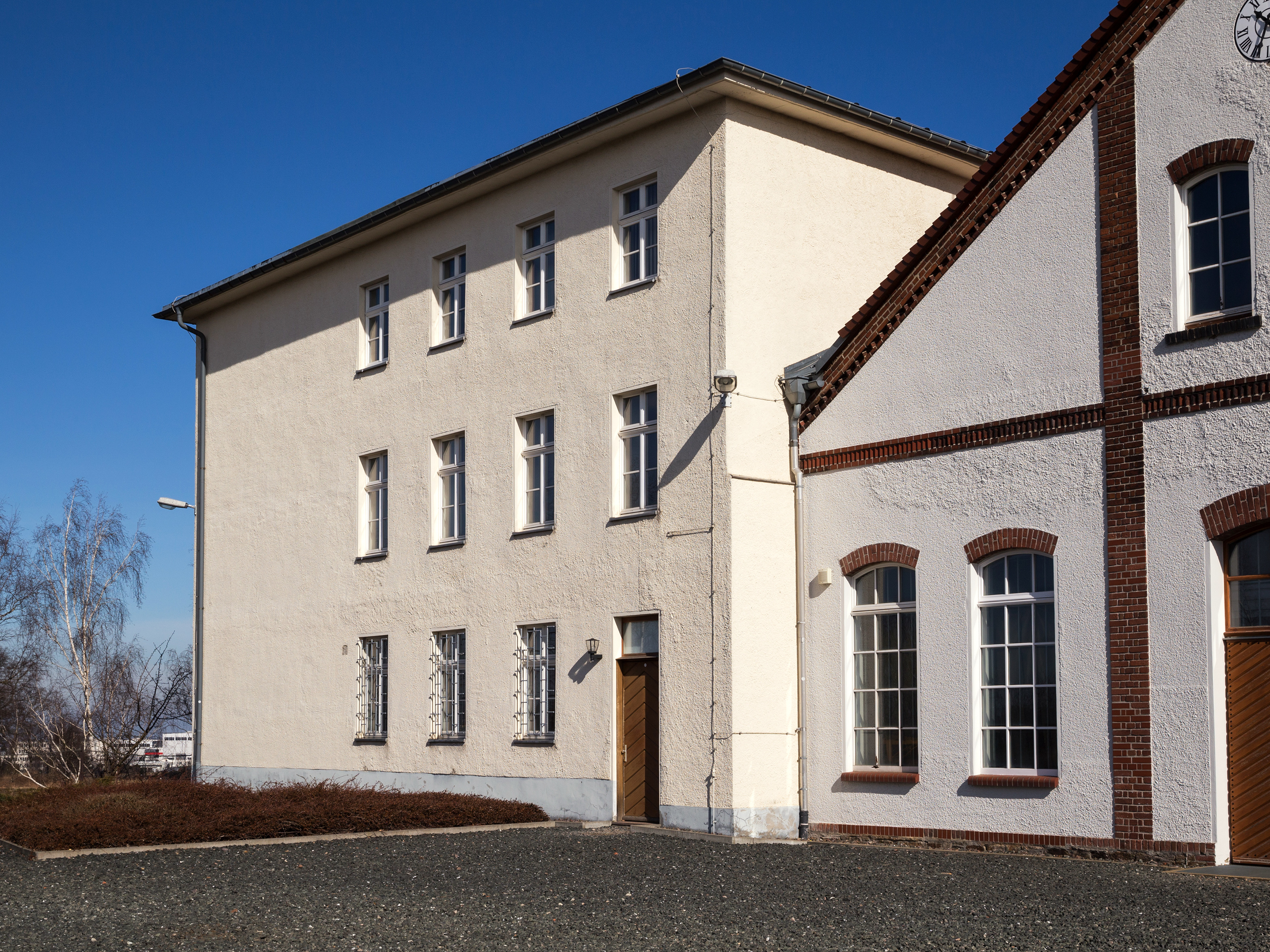
Karl-Neubert-Bau

Karl Neubert legte 1919 am Realgymnasium Zwickau das Abitur ab. Er arbeitete ein Jahr lang als Bergmann und nahm 1920 ein Studium an der Bergakademie Freiberg auf. Im Jahr 1923 erwarb er das Diplom als Markscheider und 1924 das Diplom als Bergingenieur. Danach arbeitete er ein halbes Jahr lang als Assistent bei Karl Kegel.
1925 trat er beim Gruhlwerk eine Stelle als Steiger an, später wirkte er dort als Vermessungs- und Planungsingenieur. Ab Oktober 1927 arbeitete er als Chefmarkscheider auf der indonesischen Insel Belitung. Zum 1. April 1936 trat er in die NSDAP ein (Mitgliedsnummer 3.709.165). 1939 kehrte er nach Deutschland zurück. Vom November 1940 bis zum August 1942 war er Assistent und Markscheider bei der Abteilung Bergbau der Hauptverwaltung der Rheinischen Stahlwerke Essen. Er erwarb 1941 vom Oberbergamt Freiberg die Konzession als Markscheider für das Land Sachsen und wurde am 30. April 1942 an der Freiberger Bergakademie zum Dr.-Ing. promoviert. Nur ein Jahr später habilitierte er sich.
Im Jahr 1943 ging er an die Bergschule Zwickau, wo er eine Vermessungssteiger-Klasse einrichtete und bis 1949 leitete. Im September 1949 wurde er an der Bergakademie Freiberg Ordentlicher Professor für Markscheidekunde sowie Institutsdirektor. Von 1951 bis 1955 wirkte er zudem als Dekan der Fakultät für Bergbau und Hüttenwesen, und von 1956 bis 1967 leitete er die Lehrgrube Alte Elisabeth. Er wurde am 1. Januar 1966 emeritiert, blieb aber bis zum 28. Februar 1967 Direktor des Instituts für Markscheidewesen und Bergschadenkunde.
Karl Neubert war stellvertretender Vorsitzender des Fachausschusses Markscheidewesen bei der Kammer der Technik. Er war Vorsitzender des Arbeitsausschusses Gebirgsmechanik und korrespondierendes Mitglied der Deutschen Akademie der Wissenschaften zu Berlin.
Karl Neubert starb 1972 in Freiberg. Sein Grab befindet sich auf dem Freiberger Donatsfriedhof. 2006 erhielt das Gebäude des Instituts für Markscheidewesen und Geodäsie der TU Bergakademie den Namen Karl-Neubert-Bau.

## Ehrungen
- Verdienter Techniker des Volkes (1953)
- Verdienter Bergmann der Deutschen Demokratischen Republik (1961)
- Vaterländischer Verdienstorden in Bronze (1965)
- Ehrennadel der Bergakademie Freiberg (1966)
- Institutsgebäude erhielt den Namen Karl-Neubert-Bau (2006)[1]

## Veröffentlichungen (Auswahl)
- Fluchtentafeln als Hilfsmittel markscheiderischen und bergbautechnischer Berechnungen. Dissertation, Bergakademie Freiberg, 1942
- Abbaustaltung im Sicherheitspfeiler des Verschiebebahnhofes Osterfeld-Süd und der Schleuse III des Rhein-Herne-Kanals zur Erzielung möglichst gleichmäßiger Absenkung. Habilitationsschrift, Bergakademie Freiberg, 1943
- Markscheiderische Orientierungsmessungen. Akademie-Verlag Berlin, 1955
- Markscheidewesen. Deutscher Verlag für Grundstoffindustrie Leipzig, Band 1 (1961), Band 2 (1964)